# Sebastian Halenke
Sebastian Halenke (* 24. března 1995) je německý reprezentant ve sportovním lezení, mistr Německa, juniorský mistr světa a vítěz Evropského poháru juniorů v lezení na obtížnost.

## Výkony a ocenění
- 2011: mistr Německa
- 2009-2012: třikrát juniorský mistr světa
- 2010,2014: vítěz Evropského poháru juniorů
- 2012,2016: nominace na Světové hry 2013 a 2017, účastnil se jen v roce 2013
- 2016: nominace na prestižní mezinárodní závody Rock Master v italském Arcu

### Závodní výsledky
| Světové hry | Světové hry |
| Rok         | 2013        |
| ----------- | ----------- |
| Obtížnost   | 9           |

| Arco Rock Master | Arco Rock Master |
| Rok              | 2016             |
| ---------------- | ---------------- |
| Obtížnost        | 6                |

| Mistrovství světa | Mistrovství světa | Mistrovství světa | Mistrovství světa |
| Rok               | 2011              | 2014              | 2016              |
| ----------------- | ----------------- | ----------------- | ----------------- |
| Obtížnost         | 47-48             | 16                | 10                |

| Světový pohár | Světový pohár | Světový pohár | Světový pohár | Světový pohár | Světový pohár    | Světový pohár | Světový pohár | Světový pohár |
| Rok           | 2011          | 2012          | 2013          | 2014          | 2015             | 2016          | 2017          | 2018          |
| ------------- | ------------- | ------------- | ------------- | ------------- | ---------------- | ------------- | ------------- | ------------- |
| Obtížnost     | 82-87         | 54            | 23            | 18            | 7                | 7             | 27-28         | probíhá       |
| jednotlivě*   |               |               |               |               | Bronzová medaile | Zlatá medaile |               |               |

* pozn.: nalevo jsou poslední závody v roce
| Mistrovství Evropy | Mistrovství Evropy | Mistrovství Evropy | Mistrovství Evropy |
| Rok                | 2013               | 2015               | 2017               |
| ------------------ | ------------------ | ------------------ | ------------------ |
| Obtížnost          | 2                  | 3                  | 47-50              |

| Mistrovství Německa | Mistrovství Německa |
| Rok                 | 2011                |
| ------------------- | ------------------- |
| Obtížnost           | 1                   |

| Mistrovství světa juniorů | Mistrovství světa juniorů | Mistrovství světa juniorů | Mistrovství světa juniorů | Mistrovství světa juniorů | Mistrovství světa juniorů |
| Rok                       | 2009 kat B                | 2010 kat B                | 2011 kat A                | 2012 kat A                | 2013 junioři              |
| ------------------------- | ------------------------- | ------------------------- | ------------------------- | ------------------------- | ------------------------- |
| Obtížnost                 | 1                         | 1                         | 4                         | 1                         | 2                         |

| Mistrovství Evropy juniorů | Mistrovství Evropy juniorů | Mistrovství Evropy juniorů |
| Rok                        | 2012 kat A                 | 2014 junioři               |
| -------------------------- | -------------------------- | -------------------------- |
| Obtížnost                  | 3                          | 3                          |

| Evropský pohár juniorů | Evropský pohár juniorů | Evropský pohár juniorů | Evropský pohár juniorů |
| Rok                    | 2009 kat B             | 2010 kat B             | 2014 junioři           |
| ---------------------- | ---------------------- | ---------------------- | ---------------------- |
| Obtížnost              | 2                      | 1                      | 1                      |
| jednotlivě*            |                        |                        |                        |

* pozn.: nalevo jsou poslední závody v roce